# Al-Mutí

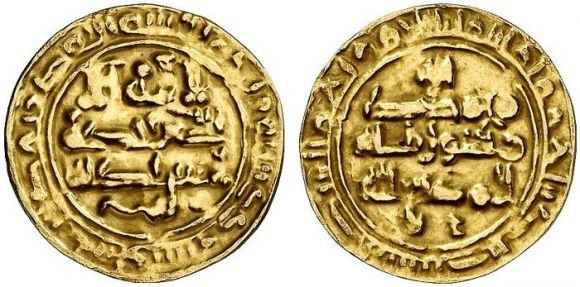
Dirham de al-Muti

Al-Mutí (árabe: المطيع), Abu al-Qásim al-Mutí al-Fadhl ben Ŷa'áfar al-Muqtádir fue un califa abbasí de Bagdad que gobernó en el periodo 946-974. Era hijo de al-Muqtádir.

## Biografía
En enero de 946, el emir búyida Áhmad Mu'izz ad-Dawla, convertido en dueño de Bagdad, organizó una emboscada contra al-Mustakfí, apoderándose de él y haciéndole cegar. El sucesor resultó ser al-Mutí, que odiaba a su primo, el anterior califa y que se había puesto a disposición de los búyidas desde que tomaron Bagdad.
Durante su reinado, los buyíes trataron de imponer las prácticas chiitas. Por ejemplo, el día de la Ashura, que celebraba la muerte de Husáin, o la fecha de designación de Alí como sucesor del profeta.
Un día, se hicieron fijar carteles en los muros de todas las mezquitas donde se maldecía a los tres primeros califas, así como a Aisha. La población de Bagdad se amotinó y desgarró los carteles.
En 974, el califa sufrió una parálisis y fue obligado a abdicar en su hijo Abd el-Krim, que tomó el nombre de at-Ta'i. Al-Mutí murió un año después.